# Skaje
Skaje – wieś w Polsce. położona w województwie podlaskim, w powiecie grajewskim, w gminie Szczuczyn.
| SIMC    | Nazwa  | Rodzaj     |
| ------- | ------ | ---------- |
| 0407010 | Balcer | przysiółek |

W latach 1975–1998 wieś administracyjnie należała do województwa łomżyńskiego.
Wierni kościoła rzymskokatolickiego należą do parafii Imienia Najświętszej Maryi Panny w Szczuczynie.